# Pego (Abrantes)
Pego és una parròquia civil (freguesia) del municipi (concelho) d'Abrantes, a l'històric districte portuguès de Santarém. La població el 2011 era de 2.431 habitants, en una àrea de 36,05 km².

## Història
Els registres més antics que es coneixen sobre la freguesia de Pego daten de l'any 1332.

## Localització
Aquesta parròquia està situada al centre del concelho, i és una de les tres freguesias que no tenen contacte directe amb el territori pertanyent al municipi d'Abrantes. Té com a veïns a les Mouriscas al nord-est, la Concavada a l'est, São Facundo i São Miguel do Rio Torto al sud, o Rossio ao Sul do Tejo a l'oest i Alferrarede al nord-oest. Està a la riba dreta del Riu Tajo al llarg dels dos límits amb Alferrarede i les Mouriscas.

## Gastronomia
- Açorda de Savel
- Migas carvoeiras com bacalhau assado. (Bacallà rostit)
- Molles de couve com entrecosto